# Bavaria (trein)
De Bavaria was een internationale trein op het traject München - Zürich. De Bavaria was vernoemd naar de Duitse deelstaat Beieren.

## D-trein
Begin jaren 50 van de twintigste eeuw zette de Deutsche Bundesbahn (DB) een net op van F en D-treinen. Op de verbinding Genève - München kwam de Bavaria in dienst met de treinnummers D 93,92. De route was Genève - Lausanne - Fribourg - Bern - Olten - Zürich HB - Winterthur - St.Gallen - St.Margrethen - Bregenz - Lindau Hbf - Memmingen - Kempten Hbf - Buchloe - München Hbf. In 1961 besloot de DB tot de modernisering van de Allgäubahn en tussen 1965 en 1969 werd het werk uitgevoerd waarbij station Kempten Hbf werd omgebouwd van kopstation naar doorgangsstation. Voor de gemoderniseerde Allgäubahn wilden zowel de DB als het Zwitserse en Beierse bedrijfsleven een 1e klas verbinding tussen Zürich en München.

## Trans Europ Express
De Bavaria werd op 28 september 1969 in het TEE-net opgenomen. Het betrof de opwaardering van de bestaande D-trein, maar de route werd beperkt tot het deel tussen Zürich en München. De TEE-dienst kreeg de treinnummers TEE 57,56 en door het schrappen van een aantal tussenstops werd de totale reistijd tot iets meer dan vier uur teruggebracht. Vanaf 23 mei 1971 werd gereden met de nummers TEE 67,66. Op 21 mei 1977 eindigde de TEE dienst en werd de trein als FD met twee klassen voortgezet.

### Rollend materieel
De dienst werd gestart met RAm TEE treinstellen van NS/SBB, die waren vrijgekomen door de omschakeling van de Arbalète op getrokken rijtuigen.

#### Ongeval
Op 9 februari 1971 verongelukte de SBB RAm 501 bij Aitrang. Al was het maar omdat de resterende RAm stellen nodig waren voor de TEE Edelweiss, kon de dienst niet met RAm stellen worden hervat. Vanaf 16 februari 1971 werden een gewone Av en Ap ingezet met daartussen een ARD (bar/servicerijtuig) uit de TEE Blauer Enzian. Wegens klachten van reizigers over het ontbreken van een echt restauratierijtuig werd vanaf september 1971 een rode RIC-WR van de Zwitserse spoorwegen ingezet. Met ingang van 28 mei 1972 bestond de trein weer geheel uit TEE materieel.

#### Tractie
In Zwitserland en Oostenrijk werd de trein getrokken door een Re 4/4 II TEE van SBB. De locomotief had een aangepaste stroomafnemer voor het traject door Oostenrijk naar Lindau. In Lindau werd de trein overgenomen door de serie 218 van de DB. De locomotieven van de serie 210 waren naast een dieselmotor uitgerust met een gasturbine.

#### Rijtuigen
De trein bestond uit een salonrijtuig en een coupérijtuig van de DB en een restauratierijtuig van de SBB. Het restauratierijtuig was eerst rood, maar SBB schilderde, voor de dienst in de Bavaria, een van haar restauratierijtuigen in TEE-kleuren. Vanaf 1 oktober 1972 reed tussen Lindau en München nog een extra rijtuig mee.

### Route en dienstregeling
| TEE 66 | land        | station           | km  | TEE 67 |
| ------ | ----------- | ----------------- | --- | ------ |
| 17:46  | Duitsland   | München Hbf       | 0   | 12:28  |
| 19:01  | Duitsland   | Kempten in Allgäu | 131 | 11:12  |
| 20:02  | Duitsland   | Lindau            | 221 | 10:09  |
| 20:10  | Oostenrijk  | Bregenz           | 231 | 10:00  |
| 20:25  | Zwitserland | St. Margrethen    | 245 | 09:45  |
| 20:51  | Zwitserland | St. Gallen        | 272 | 09:20  |
| 21:30  | Zwitserland | Winterthur        | 329 | 08:41  |
| 21:52  | Zwitserland | Zürich HB         | 355 | 08:20  |

## InterCity
Vanaf 22 mei 1977 reed de Bavaria als FD (Fern D-zug) met twee klassen over de Allgäubahn. Op 3 juni 1984, toen inmiddels ook de intercities tweede klas rijtuigen mochten hebben, werd de Bavaria ingedeeld als Intercity.

## EuroCity
Op 31 mei 1987 werd de Bavaria in het EuroCity opgenomen. Om een van de bezwaren van het TEE-net, namelijk de lage frequentie, te ondervangen werden op de Allgäubahn ook de EC Schweizerland en de EC Gottfried Keller in dienst genomen. Bovendien reed iedere EuroCity per paar zodat drie keer per dag een EuroCity tussen Zürich en München in beide richtingen beschikbaar kwam. Op 15 december 2002 zijn de treinen op de Allgäubahn hun namen kwijt geraakt en naamloos voortgezet.

## Foto's

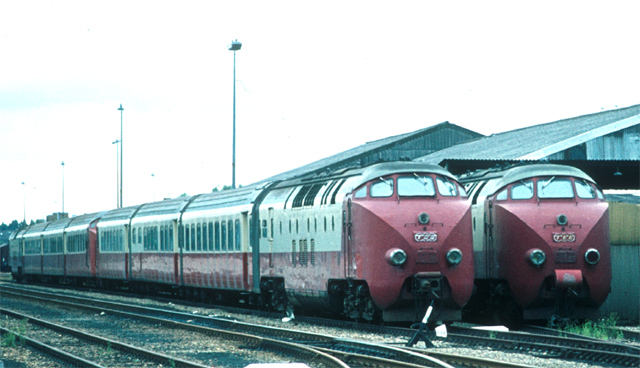
Opgelegde TEE treinstellen rond 1975 bij het station Utrecht Centraal
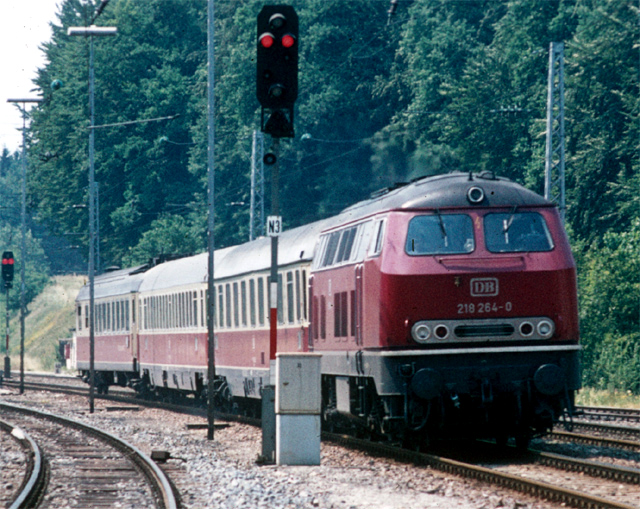
DB locomotief 218 264-0 als TEE 66 uit Zürich HB naar München Hbf in 1978 te Geltendorf